# Thliptoblatta obtrita
Thliptoblatta obtrita är en kackerlacksart som beskrevs av Henri Saussure och Leo Zehntner 1895. Thliptoblatta obtrita ingår i släktet Thliptoblatta och familjen jättekackerlackor. Inga underarter finns listade i Catalogue of Life.